# Parkland (film)
Parkland is een Amerikaanse dramafilm uit 2013 over  de moord op de Amerikaanse president John F. Kennedy in 1963. Het volgt de moord, vanaf het begin, tot de opname in Parkland Memorial Hospital, alsmede het onderzoek van de FBI en de Secret Service.

## Plot
Parkland hangt de officiële versie van de Amerikaanse regering aan en is gebaseerd op het boek van Vincent Bugliosi, Four Days in November: The Assassination of president John F. Kennedy. De film "weeft" vanuit het oogpunt van de getuigen de gebeurtenissen aan elkaar.  Hierbij wordt gedacht aan de dokters van Parkland, de FBI-agenten, de agenten van de veiligheidsdienst alsmede de familie van Lee Harvey Oswald en de familie van John F. Kennedy, evenals vicepresident Lyndon B. Johnson en de presidentiële entourage.

## Rolverdeling
- James Badge Dale[2] als Robert Edward Lee Oswald, de broer van de vermeende moordenaar Lee Harvey Oswald.
- Zac Efron als Dr. Charles James "Jim" Carrico
- Jackie Earle Haley als Father Oscar Huber
- Colin Hanks als Dr. Malcolm O. Perry, de verplegend dokter in Parkland Hospital
- David Harbour als James Gordon Shanklin
- Marcia Gay Harden als Head Nurse Doris Nelson
- Ron Livingston als James P. Hosty, de FBI-agent aan wie Oswald vlak voor de moord een briefje overhandigde.
- Jeremy Strong als Lee Harvey Oswald, de vermeende moordenaar van de Amerikaanse president.
- Billy Bob Thornton als Secret Service Agent Forrest Sorrels
- Jacki Weaver als Marguerite Oswald, de moeder van Lee Harvey Oswald
- Tom Welling als Secret Service Agent Roy Kellerman, de agent die voor in de limousine (op de passagiersstoel) zat toen Kennedy werd doodgeschoten. Kellerman zat naast William Greer, de chauffeur en hoofd van de beveiliging.
- Paul Giamatti als Abraham Zapruder, de kleermaker die een filmpje maakte tijdens en vlak na de moord op Kennedy.
- Mana Wheeler-Nicholson als Lillian Zapruder
- Bitsie Tulloch als Marilyn Sitzman
- Brett Stimely als President John F. Kennedy, de president die tijdens een rondrit in Dallas door een sluipschutter wordt doodgeschoten. Kennedy wordt overgebracht naar het ziekenhuis. Aldaar sterft hij aan zijn verwondingen.
- Kat Steffens als first lady Jacqueline Kennedy, Kennedy’s echtgenote
- Gil Bellows als David Powers, De adjunct-assistent van Kennedy. Hij assisteerde Special Assistant of the President Kenneth O’Donnel.
- Sean McGraw als Lyndon B. Johnson, de vicepresident die vlak na Kennedy’s dood beëdigd wordt als 36ste president van de VS. Formeerde de Commissie-Warren.
- Rory Cochrane als Earl Rose
- Mark Duplas als Kenneth O'Donnell, beste vriend en special assistant van de president.
- Jimmie Dale Gilmore als eerwaarde Saunders
- Matt Barr als Paul Mikkelson
- Jonathan Breck als Winston Lawson, hoofd beveiliging[3] in Dallas, Texas, van de Secret Service.
- Gary Grubbs als Dr. Kemp Clark
- Bryan Batt als Malcolm Kilduff, lid van de presidentiële entourage.
- Glenn Morshower als Mike Howard
- Armando Gutierrez als Officer Glen McBride
- Austin Nichols als Secret Service Agent Emory Roberts